# Walter Mittelholzer
Walter Mittelholzer, né le 2 avril 1894 à Saint-Gall et mort le 9 mai 1937 en Styrie, est un pilote, photographe, voyageur et écrivain suisse. Il est un pionnier de l'aviation civile et participe au lancement de Swissair.

## Biographie

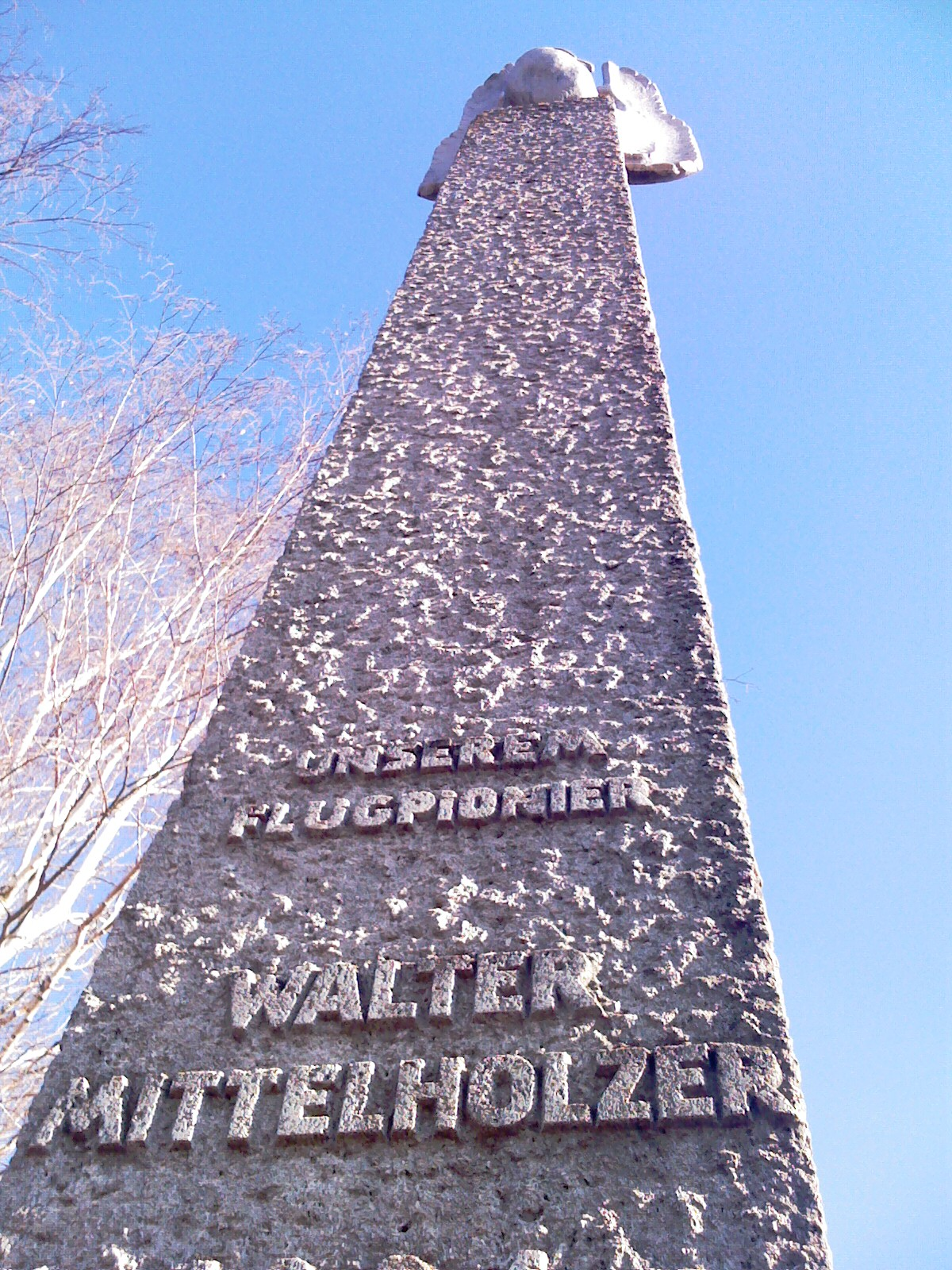
Monument Mittelholzer à l'aéroport de Zurich.

En 1917, Walter Mittelholzer obtient sa licence de pilote et en 1918, il termine son instruction en tant que pilote militaire. Le 5 novembre 1919, il fonde une société de photographies et de transports aériens avec Alfred Comte : Comte, Mittelholzer & Co. En 1920, il la fait fusionner avec son entreprise avec Ad Astra Aero, une valeur plus sûre du point de vue financier. Mittelholzer est alors le directeur et le pilote en chef d'Ad Astra Aero. 
Dès 1923, il survole avec Arthur Neumann le Spitzberg et prend de nombreux clichés photographiques. 
Le 10 mars 1925, il effectue un vol au-dessus du Demawend, un sommet culminant à 5 610 mètres en Iran.
Il effectue le premier vol (avec 23 escales) du nord de l'Afrique jusqu'au sud du continent. Ce périple, organisé sans infrastructure moderne de communication et de navigation, dure 77 jours pour une distance totale de 14 850 kilomètres. Parti le 7 décembre 1926 de Zurich, il prend la direction d'Alexandrie et atterrit au Cap le 21 février 1927. Le 15 décembre 1929, il devient le premier homme à survoler le Kilimandjaro. De l'Afrique, Mittelholzer rapportera de nombreux clichés dont des photographies, exclusives pour l'époque, des tribus du Kenya.
En 1931, il est nommé directeur technique et instructeur en chef de la nouvelle compagnie helvétique : Swissair. Il fonde Swissair Photo AG dans le but de diffuser ses photographies aériennes auprès du grand public, la société existant toujours sous le nom de Swissphoto Group AG. 
Il meurt accidentellement le 9 mai 1937 en faisant de l'alpinisme dans une région montagneuse de Styrie en Autriche. Sa dépouille mortelle fut incinérée et enterrée dans le caveau funéraire de sa mère Elizabeth « Elise », née Grunder (1856-1928), dans les salles du columbarium du cimetière Feldli de Saint-Gall. Les urnes contenant les cendres de son père Walter Ulrich (1860-1945), boulanger, et celles de trois de ses quatre sœurs - Anna (1885-1969), Clara (1886-1963) et Gret (1899-1997) - y furent également enterrées plus tard.
Une rue à Opfikon près de l'aéroport, porte son nom.
Il écrit plusieurs livres et réalisé plusieurs films. Il laisse un patrimoine de 18 500 images, numérisées par l’École polytechnique fédérale de Zurich (EPFZ).

## Publications
En français :
- Walter Mittelholzer, René Gouzy et Arnold Heim (trad. de l'allemand), R-A-S-T en hydravion de Zurich au Cap de Bonne-Espérance : le Raid Aérien Suisse-Transafricain [« Afrika Flug im Wasserflugzeug 'Switzerland' von Zürich über den dunkeln Erdteil nach dem Kap der guten Hoffnung »], Neuchâtel, La Baconnière, 1927, 182 p. Préface d'Albert Heim ; traduction des textes allemands par René Gouzy ; photographies de Mittelholzer et Heim.
- Walter Mittelholzer, René Gouzy et H. Kempf (ouvrage publié avec la collaboration de H. Kempf, Berne, Vétéran C. A. S., adaptation de René Gouzy), Les Ailes et les Alpes, Neuchâtel, La Baconnière, 1929  Comprend une centaine de photographies des Alpes suisses, italiennes et françaises vues d'avion.